# فرودگاه اوست-پاخاچی
فرودگاه اوست-پاخاچی فرودگاهی عمومی واقع در فرودگاه اوست-پاخاچی در کشور روسیه است.